# Gołkowo (Koejavië-Pommeren)
Gołkowo is een plaats in het Poolse district  Brodnicki, woiwodschap Koejavië-Pommeren. De plaats maakt deel uit van de gemeente Górzno en telt 380 inwoners.